# Irene Shirun-Grumach
Irene Shirun-Grumach (* 6. März 1937 in Königsberg; † 2. Februar 2021 in Jerusalem) war eine israelische Ägyptologin.

## Leben
Irene Shirun-Grumach, Tochter des Altphilologen Ernst Grumach und dessen erster Frau Margarete Breuer, studierte von 1954 bis 1959 Ägyptologie an der Humboldt-Universität zu Berlin bei Fritz Hintze. Nach ihrem Studium ging sie an die Universität Basel, wo sie 1966 bei Siegfried Morenz zum Dr. phil. promoviert wurde. 1969 wanderte sie nach Israel aus.
Von 1970 bis 2001 lehrte Shirun-Grumach an der Hebräischen Universität Jerusalem. 1980 wurde sie zum Senior Lecturer ernannt, 1993 zum Associate Professor.
Sie war mit dem Semitisten Hanan Shirun verheiratet.

## Schriften (Auswahl)
- Untersuchungen zur Lebenslehre des Amenope (= Münchner ägyptologische Studien. Heft 23). Deutscher Kunstverlag, München / Berlin 1972, ISBN 3-422-00800-4.
- Offenbarung, Orakel und Königsnovelle. Harrassowitz, Wiesbaden 1993, ISBN 3-447-03347-9.
- Herausgeberschaft: Jerusalem studies in Egyptology (= Ägypten und Altes Testament.) Harrassowitz, Wiesbaden 1998, ISBN 3-447-04085-8.